# Шосин
Шосин (њем. Schossin) општина је у њемачкој савезној држави Мекленбург-Западна Померанија. Једно је од 89 општинских средишта округа Лудвигслуст. Према процјени из 2010. у општини је живјело 266 становника. Посједује регионалну шифру (AGS) 13054095.

## Географски и демографски подаци
Шосин се налази у савезној држави Мекленбург-Западна Померанија у округу Лудвигслуст. Општина се налази на надморској висини од 39 метара. Површина општине износи 11,4 km². У самом мјесту је, према процјени из 2010. године, живјело 266 становника. Просјечна густина становништва износи 23 становника/km².